# Gamma Volantis
Gamma Volantis (γ Vol) es una estrella binaria en la constelación de Volans, el pez volador. Visualmente ambas componentes están separadas 14,1 segundos de arco con una magnitud aparente conjunta de +3,60, lo que la convierte en la estrella más brillante de la constelación. Se encuentra a 142 años luz del sistema solar.

## Características
Las dos componentes del sistema se denominan γ1 Volantis (HD 55864), situada más al oeste y la menos brillante de las dos con magnitud +5,68, y γ2 Volantis (HD 55865), situada más al este y de magnitud +3,78.
γ1 Volantis es una estrella blanco-amarilla de la secuencia principal de tipo espectral F2V con una temperatura efectiva de 7000 K.
Tiene una luminosidad 7,9 veces mayor que la del Sol y un radio 1,9 veces más grande que el radio solar.
Gira sobre sí misma con una velocidad de rotación proyectada de 35 km/s.
Su contenido metálico es un 60% superior al solar ([Fe/H] = +0,20).
Con una masa un 60% mayor que la del Sol, tiene una edad de 600 - 700 millones de años.
Por su parte, γ2 Volantis es una gigante naranja de tipo K0III con características no muy distintas a las de otras gigantes de la constelación como β Volantis o ζ Volantis.
Tiene una temperatura superficial de aproximadamente 4700 K y una luminosidad 71 veces mayor que la del Sol.
Su radio es 12,7 veces más grande que el radio solar y tiene una masa de 2,5 veces masas solares.
Se piensa que es una variable pulsante ligeramente inestable.
Dado que apenas se ha observado movimiento orbital en el sistema, no existe información suficiente sobre los parámetros orbitales. Su separación proyectada es de 600 UA y su período orbital es de al menos 7500 años.